# Opvoedingsstijl

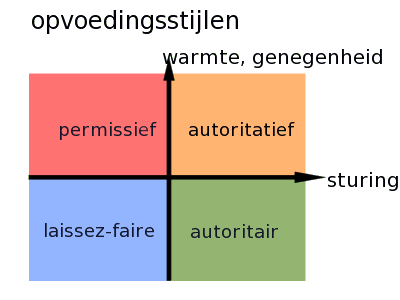
opvoedingsstijlen vlg Rheinder

Opvoedingsstijlen zijn, in theoretische en praktische zin, methodes en uitgangspunten die ten grondslag liggen aan de opvoeding. 
In de literatuur worden vaak de volgende stijlen onderscheiden:
- De autoritaire stijl
- De autoritatieve stijl
- De permissieve (toegevende) stijl
- De laissez-faire stijl (ook wel anti-autoritaire opvoeding genoemd)

Daarnaast wordt in de literatuur vaak gesproken over
- Democratische opvoedingsstijl
- Participatieve opvoedingsstijl (zie ook jeugdparticipatie)
- Egalitaire opvoedingsstijl
- Autocratische opvoedingsstijl
- Negerende opvoedingsstijl

| autocratisch | autoritair | participatief | democratisch | egalitair | permissief | laissez-faire | negerend |

Bij de laatste twee kan eigenlijk niet van opvoeding worden gesproken. Het gebruik van deze begrippen leidt tot de nodige overlap in betekenis.
De theoretische keuze van opvoeders kan afwijken van (elementen van) de praktische uitvoering. In het algemeen wordt in de literatuur sinds ongeveer 1995 veelvuldig een keuze gemaakt voor de autoritatieve opvoeding.
De keuze is afhankelijk van onder andere de inzichten en mogelijkheden van de ouders en de beperkingen en capaciteiten van het kind.  